# Jonathan Borrajo
Jonathan Borrajo (Clifton, Nueva Jersey, Estados Unidos; 2 de junio de 1987) es un futbolista estadounidense de origen español. Juega de defensor y su equipo actual es el New York Cosmos B de la NPSL.

## Clubes
| Club                     | País           | Año             |
| ------------------------ | -------------- | --------------- |
| George Mason Patriots    | Estados Unidos | 2005 - 2008     |
| Real Maryland Monarchs   | Estados Unidos | 2009 - 2010     |
| HamKam                   | Noruega        | 2010 - 2011     |
| New York Red Bulls       | Estados Unidos | 2012            |
| Mjøndalen IF             | Noruega        | 2013            |
| San Antonio Scorpions    | Estados Unidos | 2014            |
| Fort Lauderdale Strikers | Estados Unidos | 2015            |
| Miami F.C.               | Estados Unidos | 2016 - 2017     |
| New York Cosmos B        | Estados Unidos | 2018 - presente |